# هراوة (الجزائر)
هراوة بلدية ساحلية سكانها 28 ألف (2010) وتتبع دائرة الرويبة بولاية الجزائر تتميز بالزراعة والتي تاسست سنة 1984ً. الرمز البريدي 16330.

## أحياء
- حي العربي أحمد
- حي أولاد معمر
- حي الورود
- حي هراوة مركز
- حي طريق الوطني رقم 24
- حي البرايدية
- حي عين الكحلة 1
- حي عين الكحلة 2

## مناطق مشابه لها
- قرية طهراوه في بلدة طاهر آوا في محافظة نينوى شمال جمهورية العراق.

## خدمات
توجد خدمات اجتماعية وثقافية كما توجد الحالة المدنية (استخراج الوثائق).

## الشواطئ
تحتضن هذه البلدية العديد من الشواطئ البحرية:
- شاطئ القادوس
- شاطئ طرفاية

## مناطق رطبة
- بحيرة الرغاية

## الجغرافيا
يحدها من الشمال البحر الأبيض المتوسط وبلدية عين طاية ومن الغرب بلدية درقانة ومن الجنوب بلدية الرويبة ومن الشرق بلدية الرغاية.

## أعضاءالمجلس الشعبي البلدي
09 أعضاء:
- رئيس البلدية
- 02 نواب
- والباقي أعضاء

## هياكل

### الهياكل الصناعية
منطقة النشاطات

### الهياكل التربوية
مركز التكوين ودار الشباب ومكتبة (في طور الإنجاز)

### الهياكل الصحية
عيادة متعددة الخدمات وقاعتا علاج

### الهياكل الإدارية
-مقر البلدية
-ملحق إداري بعين الكحلة
-مكتب بريد
-مقران للحرس البلدي

### الهياكل المدرسية
-06مدارس ابتدائية+01في طور الإنجاز (عين الكحلة)
-05متوسطة 
_ثانوية واحدة وأخرى في طور الإنجاز